# Michèle Teysseyre
Michèle Teysseyre est une femme de lettres, peintre et cinéaste française, née le 11 mars 1949 à Toulouse.

## Biographie
Née en 1949 à Toulouse où elle vit et travaille, Michèle Teysseyre partage ses activités entre l'écriture (particulièrement autour de Venise et du patrimoine latin), les beaux-arts (surtout la peinture) et le cinéma.
Après des études littéraires (maîtrise langues vivantes/linguistique à l’université de Toulouse-le-Mirail), puis un bref passage dans l’enseignement, elle se consacre à la création artistique.

De son intérêt pour l’Antiquité naissent Saveurs et senteurs de la Rome Antique, une étude historique consacrée à l’art culinaire d’Apicius (2e expérience olfactive avec un parfum du Ier siècle reconstitué par Jean Kerléo, parfumeur chez Jean Patou et fondateur de l'Osmothèque de Versailles), suivi de Fêtes romaines antiques avec la latiniste Danielle Porte (Paris IV Sorbonne), puis La Saveur de Rome (vagabondage gourmand en terres latines). Sa rencontre avec Venise est déterminante et lui inspire peintures, livres (chez divers éditeurs dont Flammarion, l’Archange Minotaure, Centro Internazionale della Grafica di Venezia, Clairsud) et des courts métrages documentaires. Elle séjourne fréquemment dans la ville, notamment pour ses travaux de recherches, à la Biblioteca nazionale Marciana.
Son roman Moi, Veronica Franco, courtisane à Venise (Grand Prix littéraire de la Ville de Toulouse 2007) inspire la création musicale Musiques pour une courtisane vénitienne par l'ensemble Ritratto dell'Amore (Cartoucherie de Vincennes, 2011, Festival de Musique baroque de Pontoise, 2013). Son deuxième roman, La Tintoretta (soit la femme peintre Marietta Robusti), a fait l’objet d’une lecture musicale par le comédien Didier Sandre et l’ensemble baroque Les Passions (Journées Olympe de Gouges, Montauban, 2012).
Elle publie ensuite Monsieur Riquet,, roman historique inspiré de la vie de Pierre Paul Riquet, créateur du Canal du Midi.
Elle est également co-auteur du film documentaire de Jean Périssé, La Fabuleuse Histoire de monsieur Riquet (2014), avec Bernard Le Coq dans le rôle-titre. Une fiction inspirée du roman Monsieur Riquet est en préparation, sur un scénario coécrit avec Jean Périssé.
Par ailleurs, elle anime des cycles de conférences, notamment sur la civilisation antique et Venise (Université Toulouse - Jean Jaurès).

## Œuvres
- Saveurs et senteurs de la Sérénissime, Clairsud, 2004[6]
- Toulouse, Rapport d'Étape, coll. « Cosmopolis », Venise, 2006
- Moi, Veronica Franco, courtisane à Venise, Clairsud, 2007
- Marco, récit d’un autre voyage, Centro Internazionale della Grafica di Venezia, 2007 - Édition bilingue
- Baffo, poèmes luxurieux de la Venise du XVIIIe siècle, L’Archange Minotaure, 2008  (ISBN 2354630123)
- Le Grand Corps obscur et lumineux de Venise, Rapport d'Étape, coll. « Cosmopolis », Toulouse, 2007 ; réédition, Venise, 2009
- La Saveur de Rome (vagabondage gourmand en terres latines), Clairsud, 2010
- La Tintoretta, Clairsud, 2011,  (ISBN 1090600003)
- Monsieur Riquet, Clairsud, 2013,  (ISBN 978-2-7158-1193-5)
- Loin de Venise, Vivaldi, Rosalba, Casanova, Serge Safran Éditeur, 2016,  (ISBN 979-10-90175-48-8)
- Moi, Jean Pigasse, ouvrier du Canal, Éditions du Cabardès, 2017
- Patagonie, Serge Safran Éditeur, 2020
- Rouge marbre, Éditions du Cabardès, 2021
- Le grand corps obscur et lumineux de Venise (édition bilingue français / italien), Centro Internazionale della Grafica di Venezia, 2023
- Achille L.,  un peintre en hiver, Serge Safran Éditeur, 2023

Collectif
- Venise, un art de vivre, Flammarion, 2006, sous la direction d'Alain Vircondelet

## Illustrations
- Baffo, poèmes luxurieux de la Venise du XVIIIe siècle, L’Archange Minotaure, 2008
- Corbières, carnets de route, Clairsud, 2003
- Fêtes romaines antiques, Clairsud, 2000
- Poèmes de minuit, Privat, 1987

## Prix littéraires
- 2007 : Grand Prix littéraire de la Ville de Toulouse pour Moi, Veronica Franco, courtisane à Venise
- 2013 : Prix spécial du Jury au Salon du Livre d’Histoire de Mirepoix pour Monsieur Riquet
- 2018 : Prix du R.I.M.E (Réseau Intercommunal des médiathèques) au salon du Livre de Réalmont pour Moi, Jean Pigasse, ouvrier du canal
- 2019 : Prix de l'Agora du Festival du Livre de Sainte-Foy-de-Peyrolières pour Moi, Jean Pigasse, ouvrier du canal
- 2019 : Prix spécial du jury du livre de LSR Muret pour Moi, Jean Pigasse, ouvrier du canal[7].
- 2022 : Prix "Feuilles de la Malepère" pour Rouge-Marbre[8], décerné à l'occasion du Salon du Livre et de la Littérature régionale de Arzens.

## Filmographie
- 2003 : Venise en mineur, court métrage documentaire réalisé par Michèle Teysseyre
- 2007 : Terravent, court métrage documentaire réalisé par Michèle Teysseyre
- 2014 : La Fabuleuse Histoire de monsieur Riquet, film documentaire réalisé par Jean Périssé, adaptation du roman Monsieur Riquet, scénario coécrit par le réalisateur et Michèle Teysseyre
- Prochainement : Riquet, long métrage réalisé par Jean Périssé, scénario coécrit par le réalisateur et Michèle Teysseyre